# SOS (bài hát của Rihanna)
"SOS" là một bài hát của nghệ sĩ thu âm người Barbados Rihanna nằm trong album phòng thu thứ hai của cô A Girl Like Me (2006). Nó được viết lời bởi Jonathan "J.R." Rotem, E. Kidd Bogart và Ed Cobb, trong khi phần sản xuất được xử lý bởi Rotem, Carl Sturken và Evan Rogers. Nó được phát hành vào ngày 14 tháng 2 năm 2006, như là đĩa đơn đầu tiên trích từ album. "SOS" là một bản dance-pop và R&B dựa trên bản mẫu của bài hát phát hành năm 1981 của Soft Cell là "Tainted Love", một bài hát được viết bởi Cobb năm 1965. Bài hát đa phần nhận được những phản ứng tích cực từ các nhà phê bình âm nhạc, trong đó họ đánh giá cao việc trích dẫn mẫu từ "Tainted Love". Một số người còn so sánh "SOS" với đĩa đơn đầu tay của Rihanna, "Pon de Replay" (2005).
"SOS" là một đĩa đơn thành công về mặt thương mại. Tại Hoa Kỳ, nó đứng đầu bảng xếp hạng Billboard Hot 100 trong 3 tuần liên tiếp, trở thành đĩa đơn đầu tiên trong sự nghiệp của Rihanna làm được điều này. Bài hát cũng đạt được nhiều thành công ở châu Âu cũng như ở Úc, nơi nó trụ vững ở vị trí số một trong 8 tuần liên tiếp.
Ba video ca nhạc khác nhau đã được thực hiện cho "SOS"; ngoài video ca nhạc chính thức, được đạo diễn bởi Chris Applebaum, những video chiến dịch quảng cáo đã được thực hiện cho thương hiệu nội y Agent Provocateur và Nike. "SOS" đã được trình diễn trực tiếp tại Giải Âm nhạc châu Âu của MTV năm 2006 tại Copenhagen, Đan Mạch. Bài hát cũng xuất hiện trong danh sách trình diễn của Good Girl Gone Bad Tour (2007–09) và the Last Girl on Earth (2010–11), trong đó Rihanna trình diễn một phiên bản lấy cảm hứng từ rock cho bài hát. The Chipettes đã hát lại bài hát cho bộ phim Alvin and the Chipmunks: Chipwrecked và nhạc phim của nó.

## Giải thưởng & đề cử
| Năm  | Giải thưởng                  | Hạng mục                  | Kết quả |       |
| ---- | ---------------------------- | ------------------------- | ------- | ----- |
| 2006 | Giải Video âm nhạc của MTV   | Nghệ sĩ mới xuất sắc nhất | Đề cử   | [ 4 ] |
| 2006 | Giải Video âm nhạc của MTV   | Lựa chọn của người xem    | Đề cử   | [ 4 ] |
| 2006 | Giải Âm nhạc châu Âu của MTV | Bài hát xuất sắc nhất     | Đề cử   | [ 5 ] |

## Danh sách track và định dạng
| - Đĩa CD tại Úc và châu Âu 1. "SOS" (chỉnh sửa radio) — 4:01 2. "Let Me" (bản album) — 3:56 - Đĩa CD tại Anh quốc 1. "SOS" (bản album) — 3:59 2. "SOS" (Nevins Glam Club Mix) — 7:43 - Đĩa CD maxi 1. "SOS" (chỉnh sửa radio) — 4:01 2. "SOS" (không lời) — 4:01 3. "Break It Off" hợp tác với Sean Paul — 3:33 4. "SOS" (Video) | - Đĩa than 12" tại châu Âu 1. "SOS" (chỉnh sửa radio) — 4:01 2. "SOS" (không lời) — 4:01 3. "SOS" (Nevins Electrotek Club Mix) - Đĩa than 12" tại Hoa Kỳ 1. "SOS" (bản album) — 3:59 2. "SOS" (không lời) — 4:01 |

## Xếp hạng
| Bảng xếp hạng (2006)                  | Vị trí cao nhất |
| ------------------------------------- | --------------- |
| Úc (ARIA)                             | 1               |
| Áo (Ö3 Austria Top 40)                | 4               |
| Bỉ (Ultratop 50 Flanders)             | 2               |
| Belgium (Ultratop Flanders Dance)     | 9               |
| Châu Âu Hot 100 Singles (Billboard)   | 1               |
| Phần Lan (Suomen virallinen lista)    | 2               |
| Pháp (SNEP)                           | 12              |
| Đức (GfK)                             | 2               |
| Hungary (Rádiós Top 40)               | 2               |
| Ireland (IRMA)                        | 3               |
| Ý (FIMI)                              | 7               |
| Hà Lan (Dutch Top 40)                 | 6               |
| Hà Lan (Single Top 100)               | 6               |
| New Zealand (Recorded Music NZ)       | 3               |
| Na Uy (VG-lista)                      | 3               |
| Scotland (OCC)                        | 2               |
| Thụy Điển (Sverigetopplistan)         | 12              |
| Thụy Sĩ (Schweizer Hitparade)         | 3               |
| Anh Quốc (OCC)                        | 2               |
| Hoa Kỳ Billboard Hot 100              | 1               |
| Hoa Kỳ Adult Contemporary (Billboard) | 40              |
| Hoa Kỳ Dance Club Songs (Billboard)   | 1               |
| Hoa Kỳ Pop Airplay (Billboard)        | 1               |
| Hoa Kỳ Rhythmic (Billboard)           | 13              |

| Bảng xếp hạng (2006)                 | Vị trí |
| ------------------------------------ | ------ |
| Australia (ARIA)                     | 13     |
| Australia Urban (ARIA)               | 1      |
| Austria (Ö3 Austria Top 40           | 26     |
| Belgium (Ultratop 50 Flanders)       | 26     |
| Belgium (Ultratop 50 Wallonia)       | 25     |
| Italy (FIMI)                         | 59     |
| Hungary (Radios Top 40)              | 29     |
| Netherlands (Mega Single Top 100)    | 30     |
| Sweden (Sverigetopplistan)           | 86     |
| UK Singles (Official Charts Company) | 9      |
| US Billboard Hot 100                 | 19     |
| US Hot Dance Club Songs (Billboard)  | 17     |

## Chứng nhận
| Quốc gia                                                                           | Chứng nhận  | Số đơn vị/doanh số chứng nhận |
| ---------------------------------------------------------------------------------- | ----------- | ----------------------------- |
| Úc (ARIA)                                                                          | 2× Bạch kim | 140,000                       |
| Brazil (ABPD)                                                                      | Bạch kim    | 20,000                        |
| Đan Mạch (IFPI)                                                                    | Bạch kim    | 40,000                        |
| Thụy Điển (IFPI)                                                                   | Vàng        | 40,000                        |
| Vương quốc Anh (BPI)                                                               | Bạc         | 359,673                       |
| Hoa Kỳ (RIAA)                                                                      | 2× Bạch kim | 2,000,000                     |
| * Chứng nhận dựa theo doanh số tiêu thụ. ^ Chứng nhận dựa theo doanh số nhập hàng. |             |                               |